# Santananymphes ponomarenkoi
Santananymphes ponomarenkoi là một loài côn trùng trong họ Nymphidae thuộc bộ Neuroptera. Loài này được Martins-Neto miêu tả năm 2005.